# Megumi Tachimoto
Megumi Tachimoto (jap. 田知本愛 Tachimoto Megumi; * 27. Januar 1989) ist eine ehemalige japanische Judoka. Sie gewann bei Weltmeisterschaften eine Silbermedaille und vier Bronzemedaillen im Schwergewicht und in der offenen Klasse.

## Sportliche Karriere
Megumi Tachimoto war 2005 Dritte im Schwergewicht bei den U20-Asienmeisterschaften. 2008 siegte sie bei den Juniorenweltmeisterschaften. Ende 2008 gewann sie bei den Weltmeisterschaften in der offenen Klasse eine Bronzemedaille, nachdem sie im Halbfinale gegen die Chinesin Tong Wen verloren hatte. 2010 gewann sie das Weltcup-Turnier in Budapest. Beim Grand-Slam-Turnier in Moskau unterlag sie im Finale ihrer Landsfrau Maki Tsukada. Bei den Weltmeisterschaften 2010 in Tokio gewann sie eine Bronzemedaille in der offenen Klasse. Zwei Monate später erkämpfte sie eine Bronzemedaille in der offenen Klasse bei den Asienspielen 2010. Im Dezember 2010 siegte sie im Finale des Grand-Slam-Turniers in Tokio gegen die Kubanerin Idalys Ortíz. Anfang 2011 gewann Tachimoto das Masters-Turnier in Baku und drei Wochen später das Grand-Slam-Turnier in Paris. Im April 2011 siegte sie bei den Asienmeisterschaften in Abu Dhabi und im Juni beim Grand Slam in Rio de Janeiro. Bei den Weltmeisterschaften 2011 in Paris belegte sie den fünften Platz im Schwergewicht, zwei Monate später erreichte sie auch den fünften Platz bei den in Tjumen ausgetragenen Weltmeisterschaften in der offenen Klasse. Ende des Jahres unterlag sie im Finale des Grand-Slam-Turniers von Tokio ihrer Landsfrau Mika Sugimoto. 
Anfang 2012 gewann sie beim Grand Slam in Paris mit einem Finalsieg über die Russin Jelena Iwaschtschenko. Bei den japanischen Meisterschaften 2012 belegte sie den dritten Platz hinter Mika Sugimoto und Kanae Yamabe. Bei den Olympischen Spielen 2012 trat Mika Sugimoto an und gewann Silber hinter Idalys Ortíz. Megumi Tachimoto gewann Ende 2012 das Finale beim Grand Slam in Tokio gegen die Olympiasiegerin Ortíz. Anfang 2013 bezwang sie Ortíz auch im Finale des Grand Slams von Paris. Bei den Weltmeisterschaften 2013 in Rio de Janeiro bezwang Tachimoto im Viertelfinale die Südkoreanerin Lee Jung-eun und unterlag im Halbfinale Idalys Ortíz. Im Kampf um Bronze besiegte sie die Bosnierin Larisa Cerić. Ende 2013 gewann Megumi Tachimoto den Grand Slam von Tokio, wobei sie im Halbfinale ihre Landsfrau Sarah Asahina und im Finale Kanae Yamabe schlug. Bei den Weltmeisterschaften 2014 in Tscheljabinsk besiegte sie im Viertelfinale die Tunesierin Nihel Cheikh Rouhou, im Halbfinale unterlag sie der Brasilianerin Maria Suelen Altheman. Im Kampf um Bronze bezwang Tachimoto die Deutsche Jasmin Külbs. 2015 gewann Tachimoto bei den japanischen Meisterschaften sowohl den Titel im Schwergewicht als auch den in der offenen Klasse. Bei den Weltmeisterschaften 2015 in Astana bezwang sie im Viertelfinale Idalys Ortíz und im Halbfinale die Russin Xenija Tschibissowa. Im Finale unterlag sie der Chinesin Yu Song. Anfang 2016 gewann sie noch einmal den Grand Slam von Paris. Bei den Olympischen Spielen startete Kanae Yamabe, die Tachimoto im Finale der japanischen Meisterschaften in der offenen Klasse besiegt hatte.